# 巴西國家博物館
巴西國家博物館（葡萄牙語：Museu Nacional），又稱巴西國立博物館，是位於巴西里約熱內盧的一座博物館，1946年起由里约热内卢联邦大学負責營運。由於館址利用帝制時代的圣克里斯托旺宫（Paço de São Cristóvão），因此亦有巴西故宮之稱。

## 簡介
此館成立於1818年6月6日，由葡萄牙國王若昂六世（João VI）所設立，以作為殖民地的科學研究據點。1889年帝制被推翻後，博物館於1892年遷至故宮現址。館藏以人類學、古生物學、考古學及民族學等領域的文物為主，約有2000萬件。

## 著名館藏

### 露西亞 (Luzia)
露西亞於1975年出土，是美洲大陸迄今發現最古老的人類化石，亦是首具在巴西發現的人類化石，因此被稱為「第一個巴西人」。考古分析結果推估，該化石是距今約1.15萬年歷史的一名20歲少女，於2018年大火遭到焚毀。

### 班代果(Bendegó)隕石
又叫渥拉斯頓環形山隕石，重5260公斤，鐵隕石，是巴西國內發現的最巨型隕石。1784年被小男孩Domingos da Motta Botelho發現，1888年開始在巴西國家博物館展出。根據地質年代測定，這塊隕石可能是數萬年前墜落在地球的。在2018年的大火中倖存，是少數倖免於難的館藏。

### 古埃及文物及木乃伊
包括Sha-amun-en-su的石棺和木乃伊、公主Kherima的木乃伊等700多件古埃及文物，大部分是巴西皇帝佩德羅二世因為個人喜好蒐集而來。在2018年的火災，埃及文物全數焚毀。

### 馬薩卡利神龍骨架化石
巴西發現的最大的恐龍——馬薩卡利神龍的骨架，其化石也包含了泰坦巨龍類極為缺乏的頭顱骨。此具完整骨架是世界古生物化石收藏中的無價之寶。2018年大火遭焚毀。

### 中南美洲文物
包含陶器、服裝、雕塑、飾品、武器等文物的展示，展現了南美地區、特別是安地斯地區人類的日常生活、社會組織、宗教和文化，包括古印加文明、瑪雅文明的文物。2018大火中幾乎全毀。

## 火灾
2018年9月2日，博物館閉館後發生大火。消防人員到場後發現最近的兩個消防栓沒水而錯失搶救的第一時間，整棟建築在将近几小时的焚烧中轰然倒塌，且粗估90%以上的館藏文物被烧毁。巴西總統泰梅爾（Michel Temer）在推特說這是「巴西全國人難過的一天」、「我國歷史價值無法以這棟建築的損害來估量」。

## 外部連結
- （葡萄牙文）Página oficial de Museo Nacional （页面存档备份，存于）
- （葡萄牙文）The Museu Nacional at Río de Janeiro, con la historia detallada del Museo Nacional hasta el inicio del siglo XX （页面存档备份，存于）